# I liga urugwajska w piłce nożnej (1905)
- Mistrz Urugwaju 1905: CURCC Montevideo
- Wicemistrz Urugwaju 1905:  Club Nacional de Football
- Spadek do drugiej ligi: nikt nie spadł
- Awans z drugiej ligi: nikt nie awansował

Mistrzostwa Urugwaju w roku 1905 były mistrzostwami rozgrywanymi według systemu, w którym wszystkie kluby rozgrywały ze sobą mecze każdy z każdym u siebie i na wyjeździe, a o tytule mistrza i dalszej kolejności decydowała końcowa tabela.

## Primera División
Klub Deutscher zmienił nazwę na Teutonia.

### Końcowa tabela sezonu 1905
| Poz | Klub                      | Mecze | Zw | Rem | Por | Pkt | BrZd | BrStr |
| --- | ------------------------- | ----- | -- | --- | --- | --- | ---- | ----- |
| 1   | CURCC Montevideo          | 8     | 8  | 0   | 0   | 16  | 21   | 0     |
| 2   | Club Nacional de Football | 8     | 6  | 0   | 2   | 12  | 14   | 7     |
| 3   | Montevideo Wanderers      | 8     | 3  | 1   | 4   | 7   | 7    | 9     |
| 4   | Teutonia Montevideo       | 8     | 2  | 1   | 5   | 5   | 6    | 18    |
| 5   | Albion Montevideo         | 8     | 0  | 0   | 8   | 0   | 0    | 14    |